# Bornish House
Bornish House ist ein Bauernhaus auf der schottischen Hebrideninsel South Uist. 1985 wurde das Gebäude in die schottischen Denkmallisten in der Kategorie C aufgenommen.

## Geschichte
Bis 1838 stand die Insel unter der Herrschaft des Clan Ranald. Möglicherweise ließen die Ranalds im späten 18. Jahrhundert den Bauernhof im Zuge ihrer landwirtschaftlichen Entwicklung North Uists errichten. Alternativ entstammte er der landwirtschaftlichen Entwicklung unter John Gordon of Cluny, der South Uist 1838 erwarb, in den 1840er Jahren. Im späteren 19. Jahrhundert wurde der Bauernhof von Bornish mit jenem in Ormiclate administrativ vereint.

## Beschreibung
Bornish House steht am Westrand der kleinen Streusiedlung Bornish nahe der Westküste South Uists zwischen Loch Toronais im Norden und der St Mary’s Church im Süden. Sein Mauerwerk ist aus Feldstein aufgemauert und ist äußerlich gekalkt. Die ostexponierte Hauptfassade des zweigeschossigen Gebäudes ist drei Achsen weit. Mittig tritt ein später ergänzter, flacher Vorbau mit Walmdach heraus. Durch den rückwärtig ergänzten Flachen Anbau ist ein T-förmiger Grundriss entstanden. Das abschließende Satteldach mit giebelständigen Kaminen ist mit modernem Ziegel eingedeckt.
Westseitig gegenüber liegt der Bauernhof. Dieser besteht aus zwei länglichen Gebäuden, die mit einer abschließenden Mauer miteinander verbunden sind. Die Gebäude sind aus Feldstein aufgemauert. Sie wurden 1985 als Ruinen beschrieben.